# María Luisa Marchori

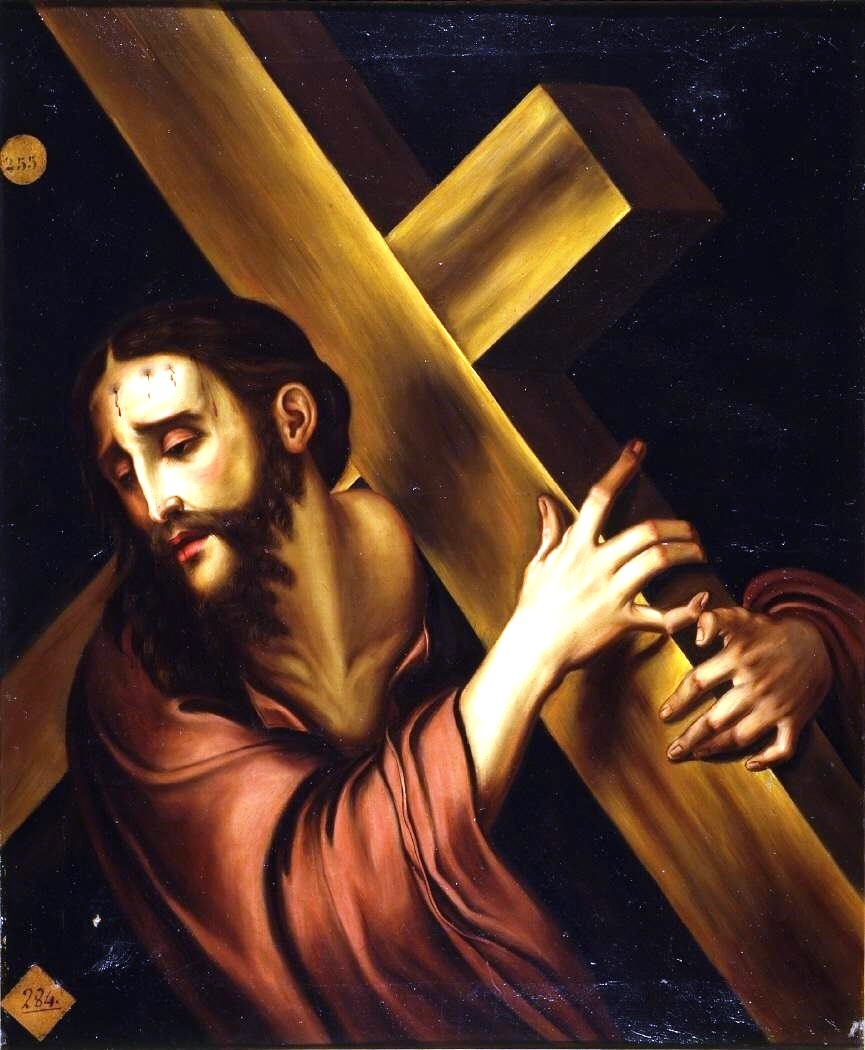
Cristo con la cruz, 1828. Copia de Luis de Morales. Real Academia de Bellas Artes de San Fernando.

María Luisa Marchori (Madrid, 1801 - 1900 aprox.) fue una pintora española de la primera mitad del siglo XIX y una de las primeras académicas de honor de la Real Academia de Bellas Artes de San Fernando.

## Trayectoria
Marchori nació en Madrid a principios del siglo XIX. Aunque existen pocos datos sobre sus primeros años, en aquella época era muy común que las jóvenes, particularmente las nobles, aprendieran a pintar como parte de su formación. El aprendizaje en talleres de pintores varones era el recurso para aquellas mujeres que deseaban poder ganarse la vida como pintoras. A pesar de que a comienzos del siglo XVIII comienzan a surgir las primeras academias oficiales de arte, en el siglo XIX son inaccesibles a las mujeres bajo excusas como que las clases de anatomía y desnudos son inapropiadas para las mujeres. La Real Academia de Bellas Artes de San Fernando, ubicada en Madrid, prohibía el acceso a mujeres salvo excepciones y mediante petición de permiso especial.
Aunque las mujeres no pudieran acceder a la Real Academia de Bellas Artes de San Fernando como artistas, era posible convertirse en miembros oficiales por otras vías, principalmente a través de los títulos de Académico de Honor y Académico de Mérito. De hecho, el primer Académico de Mérito de la institución fue una mujer, Bárbara María Hueva. Aunque Hueva aparece en las actas como Académica de Mérito, recibe después la designación de Supernumeraria. Marchori fue una de las otras cinco mujeres que recibirían esta distinción, posiblemente debido a diferencias sociales. Para poder solicitar esta designación como académica era necesario presentar obras excepcionales: Marchori decide copiar una obra de Luis de Morales que representa a Cristo cargando la cruz. El 21 de septiembre de 1828 presenta el óleo a la Real Academia de  Bellas Artes de San Fernando, y el 20 de noviembre de dicho año se le concede el título de académica.